# Andree Welge
Andree Welge (* 6. Mai 1972 in Bremen) ist ein deutscher Dartspieler. Er gehörte mit mehreren deutschen Meistertiteln, WM-Teilnahmen in beiden großen Dartorganisationen sowie über 30 Einsätzen im Nationalteam zu den erfolgreichsten Dartspielern Deutschlands.

## Karriere
Welge, der bereits seit seiner Jugend Dart spielte, gewann 1991 mit den German Masters in Bad Soden sein erstes großes Turnier im Deutschen Dartverband (DDV). In den darauf folgenden Jahren fügte er diverse nationale Siege, darunter drei weitere bei den German Masters, was hier einen Rekord darstellt, hinzu. Neben diesen Ranglistenturniererfolgen sicherte sich Welge in den Jahren 2002 und 2008, sowie 2004 im Doppel, den Titel „Deutscher Meister“.
Im Jahr 2001 stand Welge erstmals bei einem internationalen Turnier im Finale. Bei den Dutch Open, dem größten Dartturnier der Welt, unterlag er erst im Finale dem Niederländer Raymond van Barneveld. 2004 stand er erneut bei diesem Turnier im Finale, nun allerdings im Doppel. Zusammen mit seinem Partner Tomas Seyler konnte er diesmal den Titel auch gewinnen. Für seinen ersten Finaleinzug erhielt Welge eine Wildcard für die Weltmeisterschaft der BDO, was neben ihm bis dahin nur zwei weiteren Deutschen gelang. Mit seiner Wildcard für die WM der PDC im Jahr 2006 ist er der einzige Deutsche, der an beiden Weltmeisterschaften teilnehmen durfte. Durch einen Sieg bei der PDC Qualifying School sicherte er sich zu Beginn der Saison 2013 letztmals eine Tour Card.
Welge ist verheiratet und hat zwei Kinder.

## Weltmeisterschaftsresultate

### BDO
- 2002: 1. Runde (2:3-Niederlage gegen  Eric Clarys)

### PDC
- 2006: 1. Runde (0:3-Niederlage gegen  Alan Warriner-Little)
- 2010: 1. Runde (0:3-Niederlage gegen  Mark Dudbridge)
- 2011: 1. Runde (2:3-Niederlage gegen  Colin Lloyd)
- 2013: Vorrunde (1:4-Niederlage gegen  Leung Chen Nam)
- 2014: Vorrunde (1:4-Niederlage gegen  Julio Barbero)